# Southland Motor Car Company
Southland Motor Car Company war ein US-amerikanischer Hersteller von Automobilen.

## Unternehmensgeschichte
Das Unternehmen wurde 1910 in Owensboro in Kentucky gegründet. Im gleichen Jahr begann die Produktion von Automobilen. Der Markenname lautete Southland. Noch 1910 endete die Produktion.

## Fahrzeuge
Im Sortiment stand nur ein Modell. Es hatte einen Vierzylindermotor mit Wasserkühlung. Die Motorleistung war mit 30 PS angegeben. Das Fahrgestell hatte 274 cm Radstand. Einzige Karosseriebauform war ein offener Tourenwagen mit fünf Sitzen. Der Neupreis betrug 1500 US-Dollar.